# Deambulatori

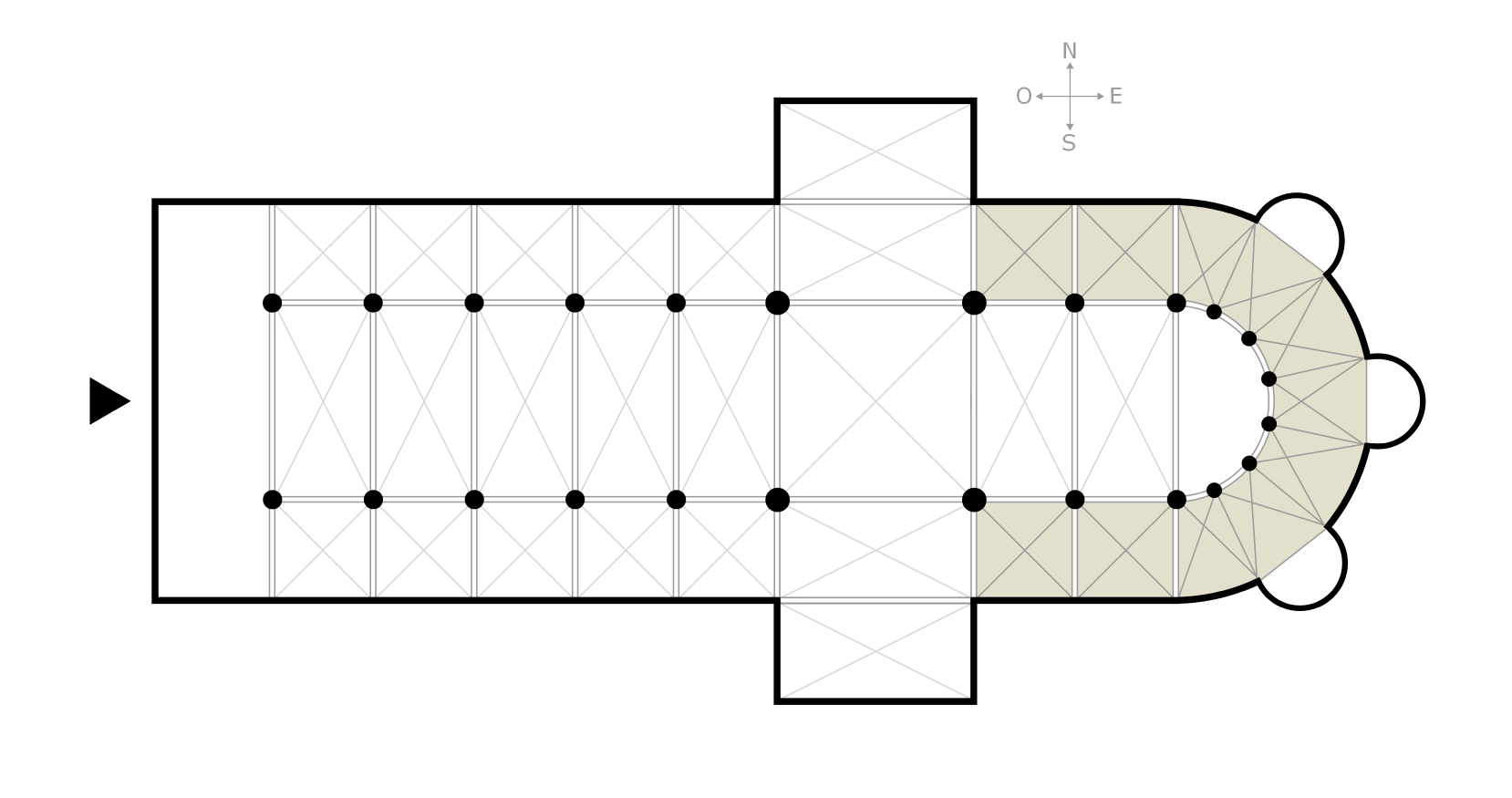
Deambulatori d'una església.

El deambulatori o girola és un espai que envolta l'altar major de les esglésies i que aparegué amb l'objectiu de facilitar el trànsit dels fidels per l'interior dels temples sense destorbar les celebracions que s'hi celebraven simultàniament.
El deambulatori és un element que esdevé característic de l'arquitectura romànica i que després es va fer extensiu a la gòtica. La seva utilitat va sorgir amb el pelegrinatge massiu als llocs de devoció popular, quan una multitud de fidels es presentava en una església i s'aprestava a venerar les seves relíquies. Aquest corredor proporcionava la necessària fluïdesa de circulació perquè tots arribessin a reverenciar les relíquies.
El normal és que a la capçalera de la nau central se situï el presbiteri i a continuació la capella principal amb l'altar major i formant un absis de planta semicircular o poligonal. En aquest cas, la girola se sol formar per prolongació de les naus laterals que envolten l'absis pel seu exterior. A vegades, aquest absis i la girola no estan separats per un mur cec, sinó per una arcuació que ofereix major permeabilitat al conjunt. També és habitual que al voltant de la girola es disposin una sèrie d'absidioles radials, cada una de les quals acull una petita capella.